# Solieria albisquamis
Solieria albisquamis là một loài ruồi trong họ Tachinidae.